# (5353) 1989 YT
1989 واي تي (ويعرف أيضًا باسم (5353) 1989 واي تي وفق تسمية الكوكب الصغير) (بالإنجليزية: 1989 YT)‏ هو كويكب ضمن حزام الكويكبات؛ وترتيبه 5353 من حيث الاكتشاف.
اكتُشف هذا الجُرم الفلكي بواسطة Yoshiaki Oshima ‏ في 20 ديسمبر 1989.

## وصلات خارجية
- (5353) 1989 YT في قاعدة بيانات مختبر الدفع النفاث لأجرام النظام الشمسي الصغيرة

- الاكتشاف · مخطط المدار ·  العناصر المدارية · المعلمات المادية

- (5353) 1989 YT على موقع ويكي سكاي: DSS2, SDSS, GALEX, IRAS, Hydrogen α, X-Ray, Astrophoto, Sky Map, Articles and images